# Manon Veenstra
Manon Veenstra (Zwolle, 6 de julio de 1998) es una deportista neerlandesa que compite en ciclismo en la modalidad de BMX. Participó en los Juegos Olímpicos de París 2024, obteniendo una medalla de plata en la carrera femenina.

## Medallero internacional
| Juegos Olímpicos | Juegos Olímpicos | Juegos Olímpicos | Juegos Olímpicos |
| Año              | Lugar            | Medalla          | Competición      |
| ---------------- | ---------------- | ---------------- | ---------------- |
| 2024             | París (Francia)  | Medalla de plata | Carrera          |